# Arbetarmuseet Gråbo
Arbetarmuseet Gråbo är ett museum i Karlskoga tillhörande Örebro läns museum. Själva huset Gråbo uppfördes – tillsammans med grannhuset Korpkullen, som också ingår i museet – omkring år 1870 som bostad åt arbetare på Bofors bruk. På museet har man återställt tre bruksarbetarbostäder från 1885, 1918 och 1942. Miljöerna har byggts upp kring tre verkliga familjers liv på Gråbo och bruket.

## Galleri

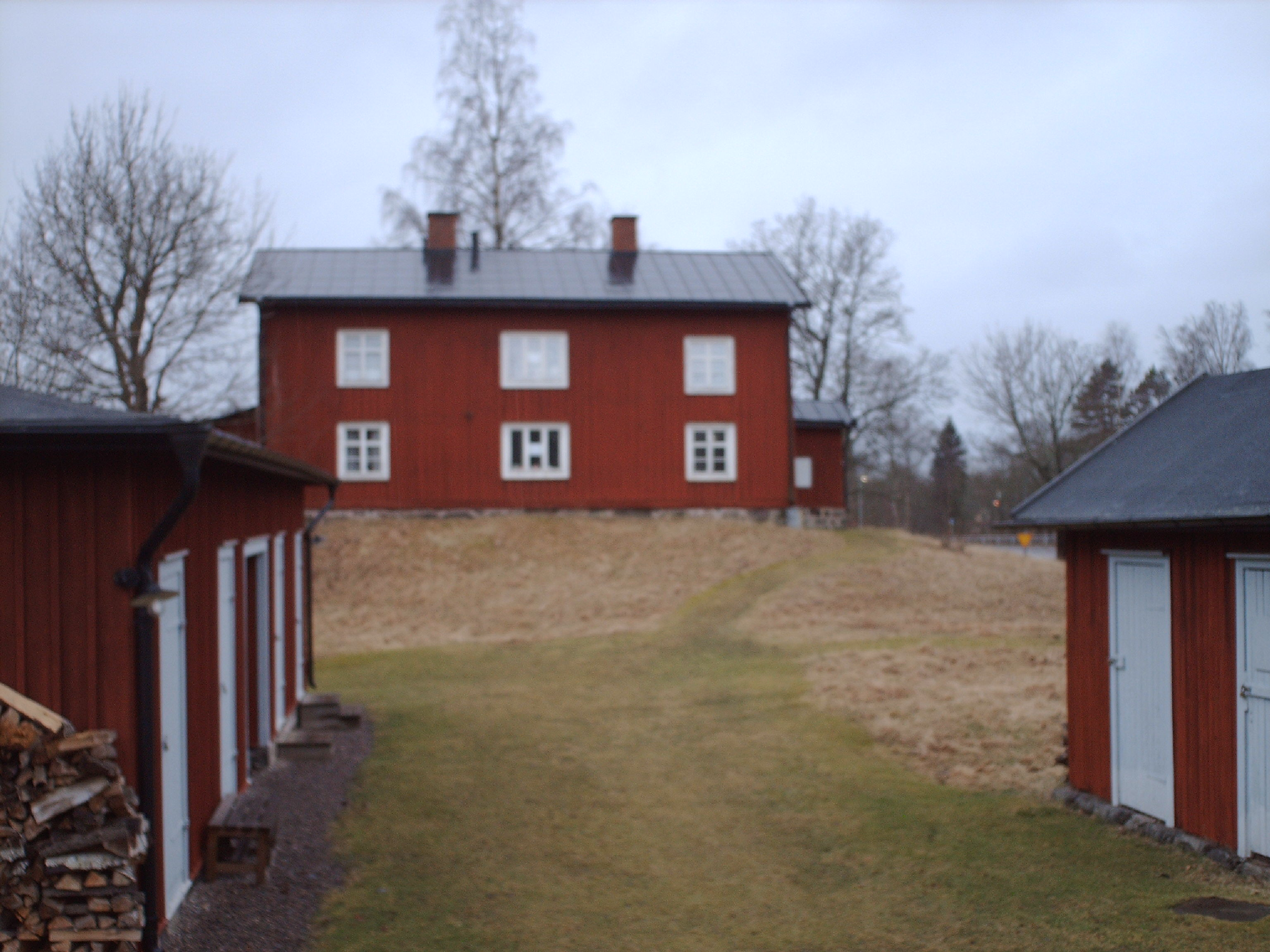
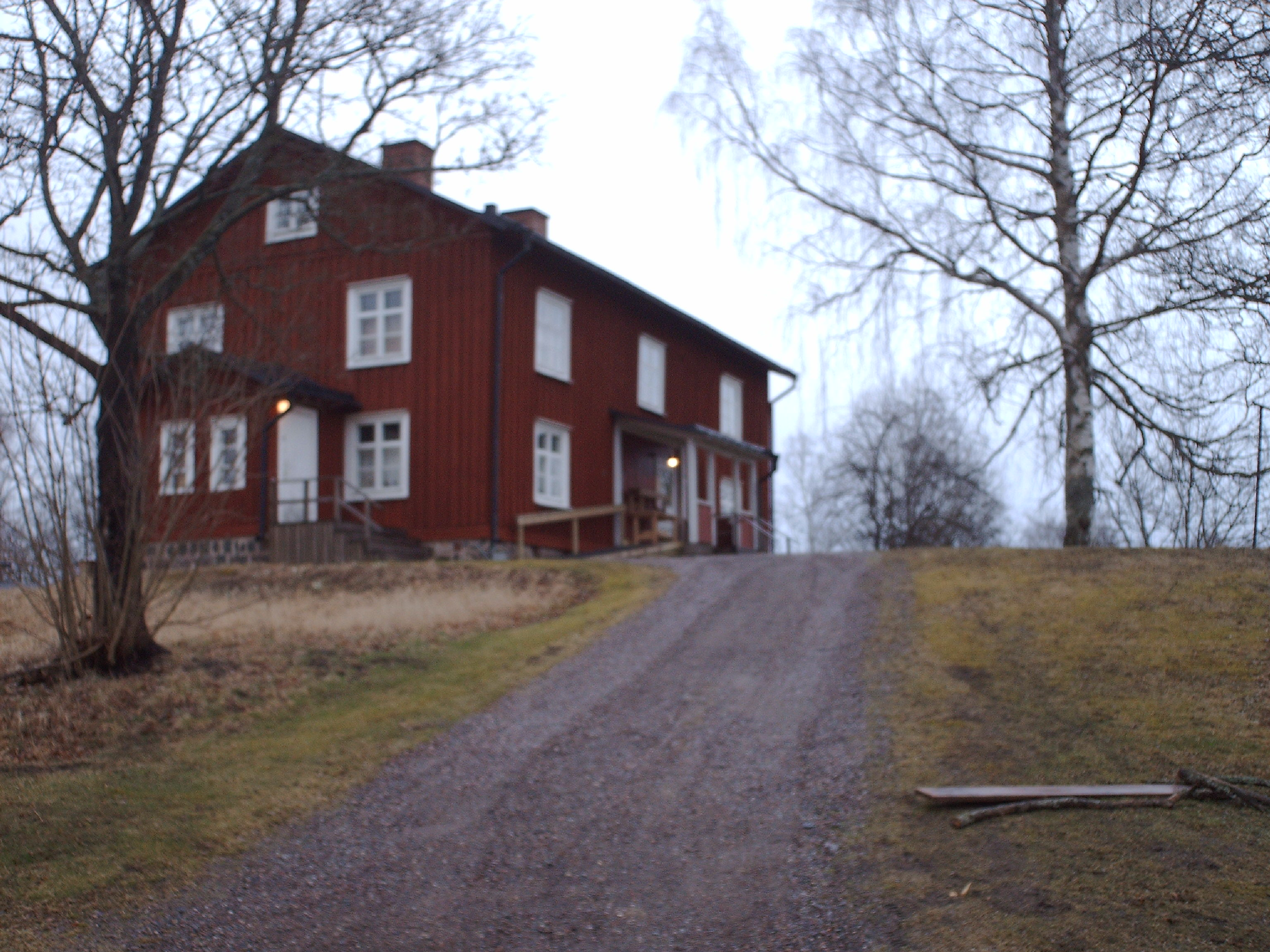
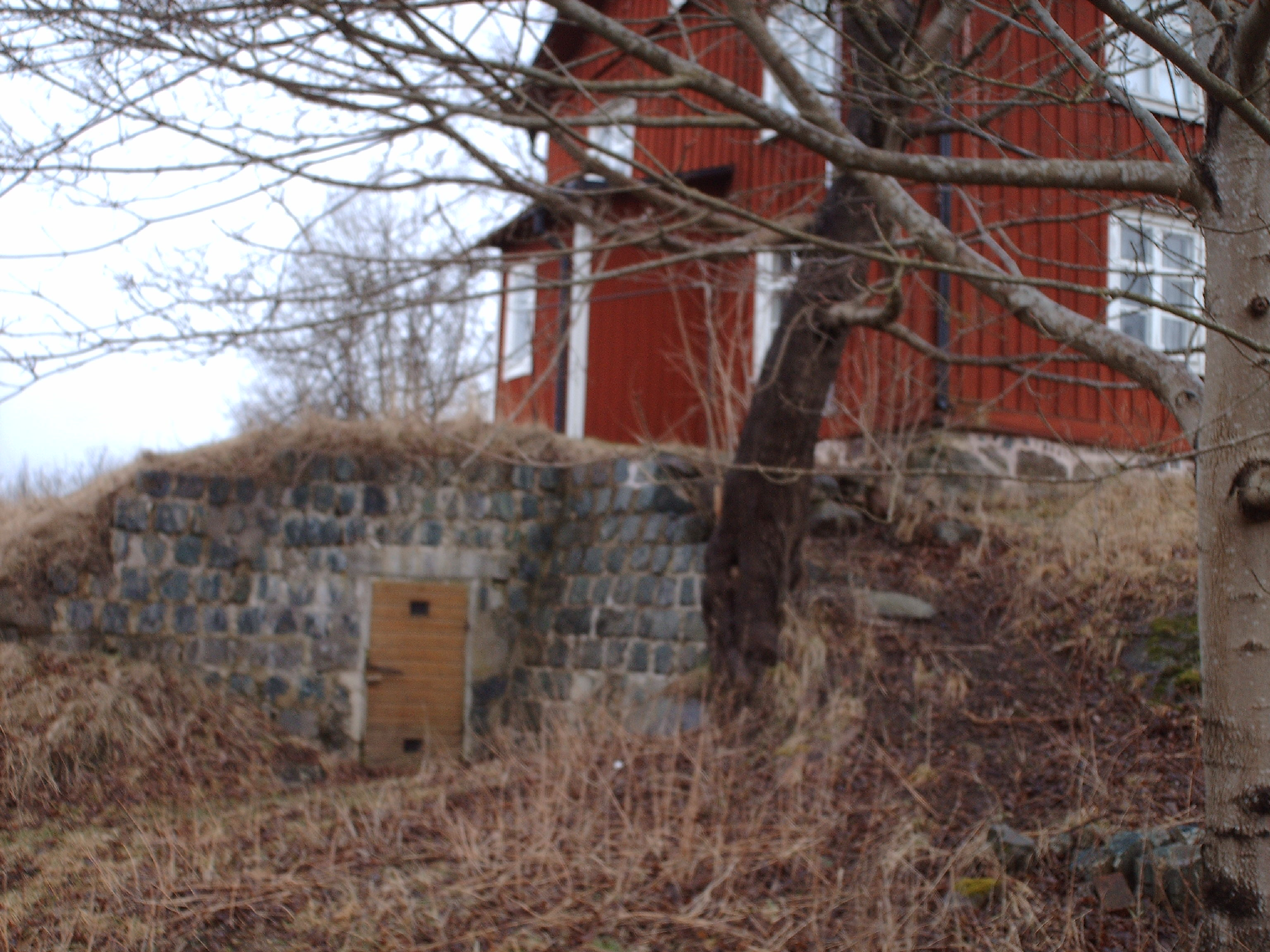
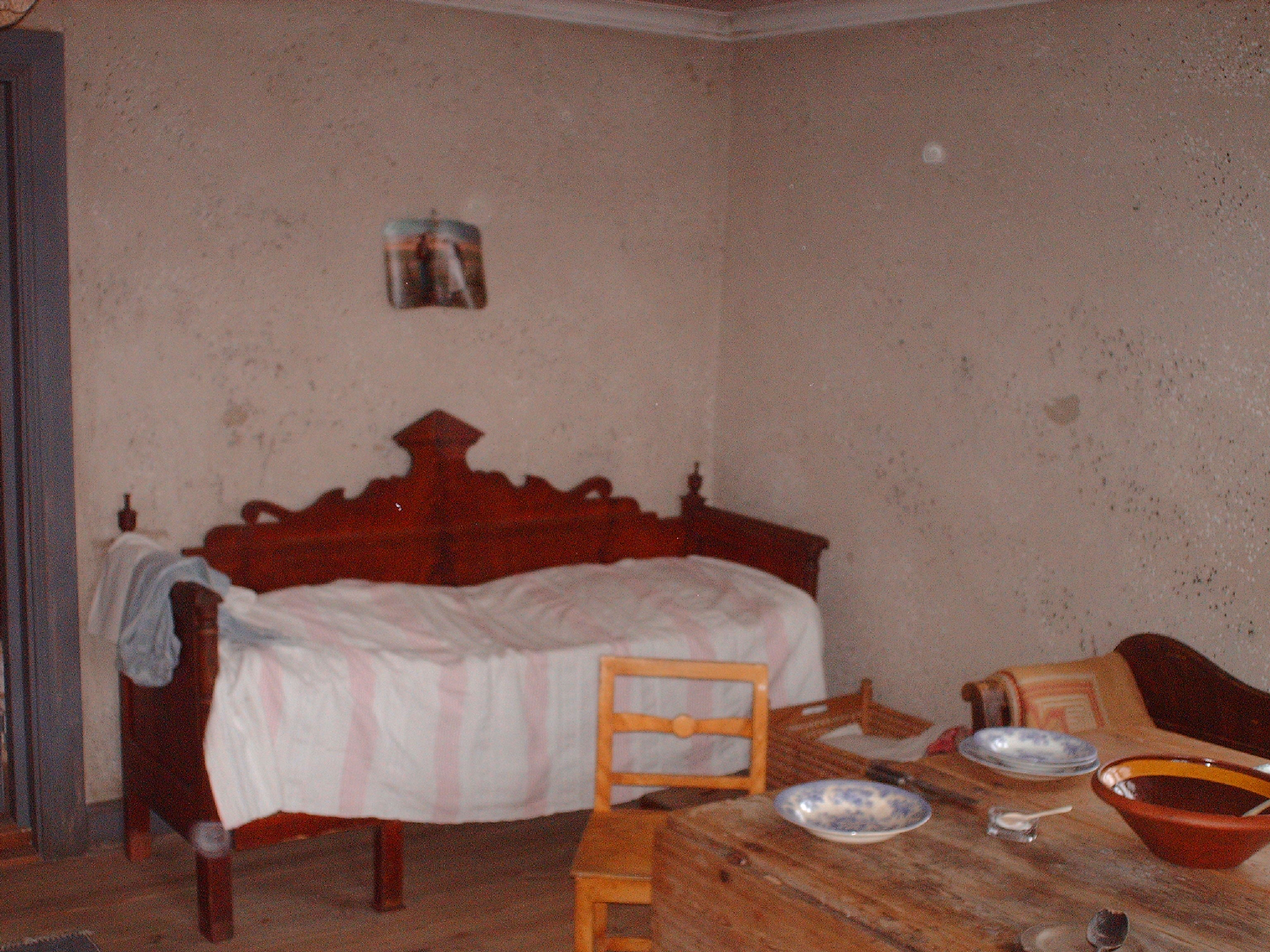
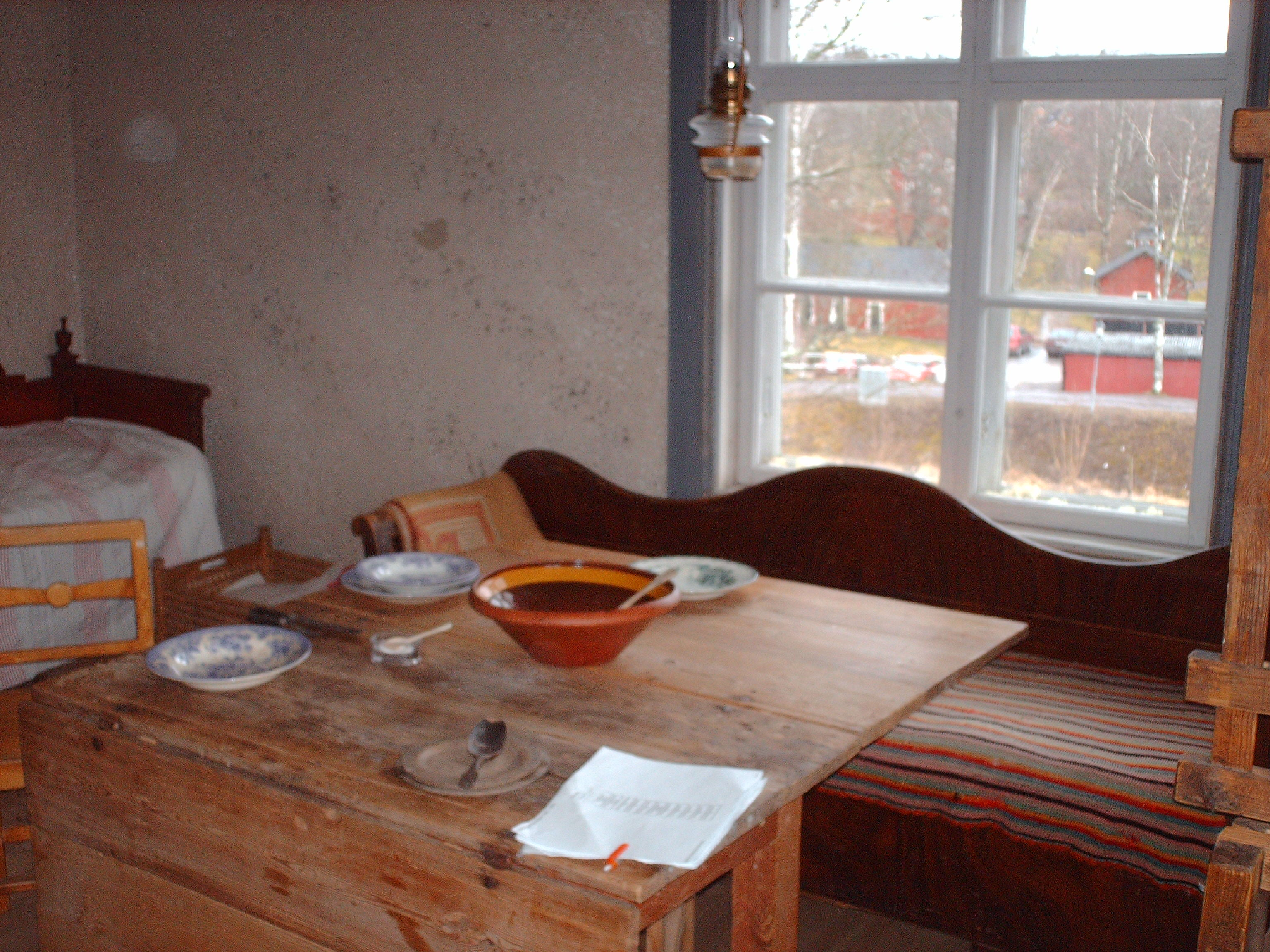
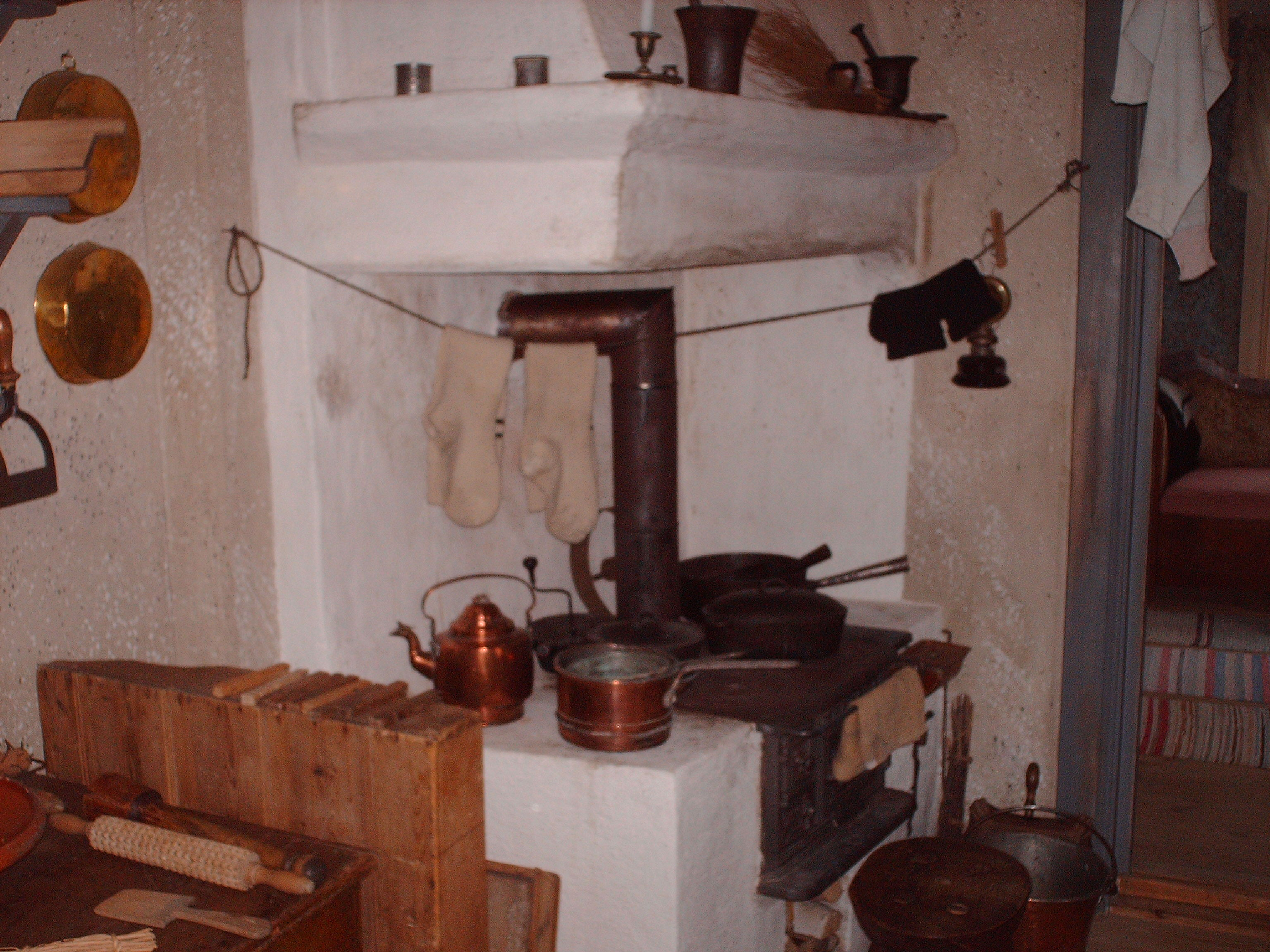
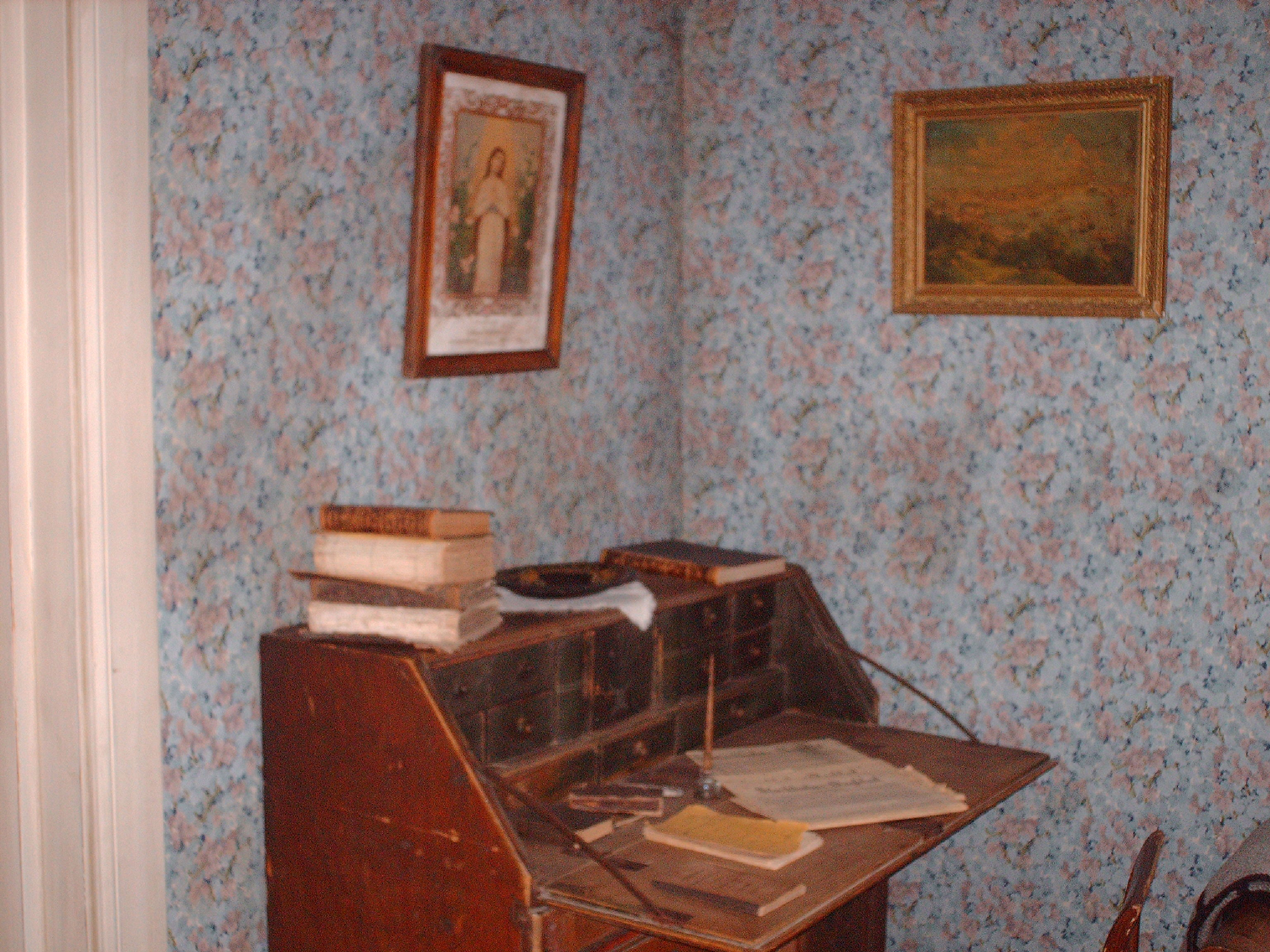
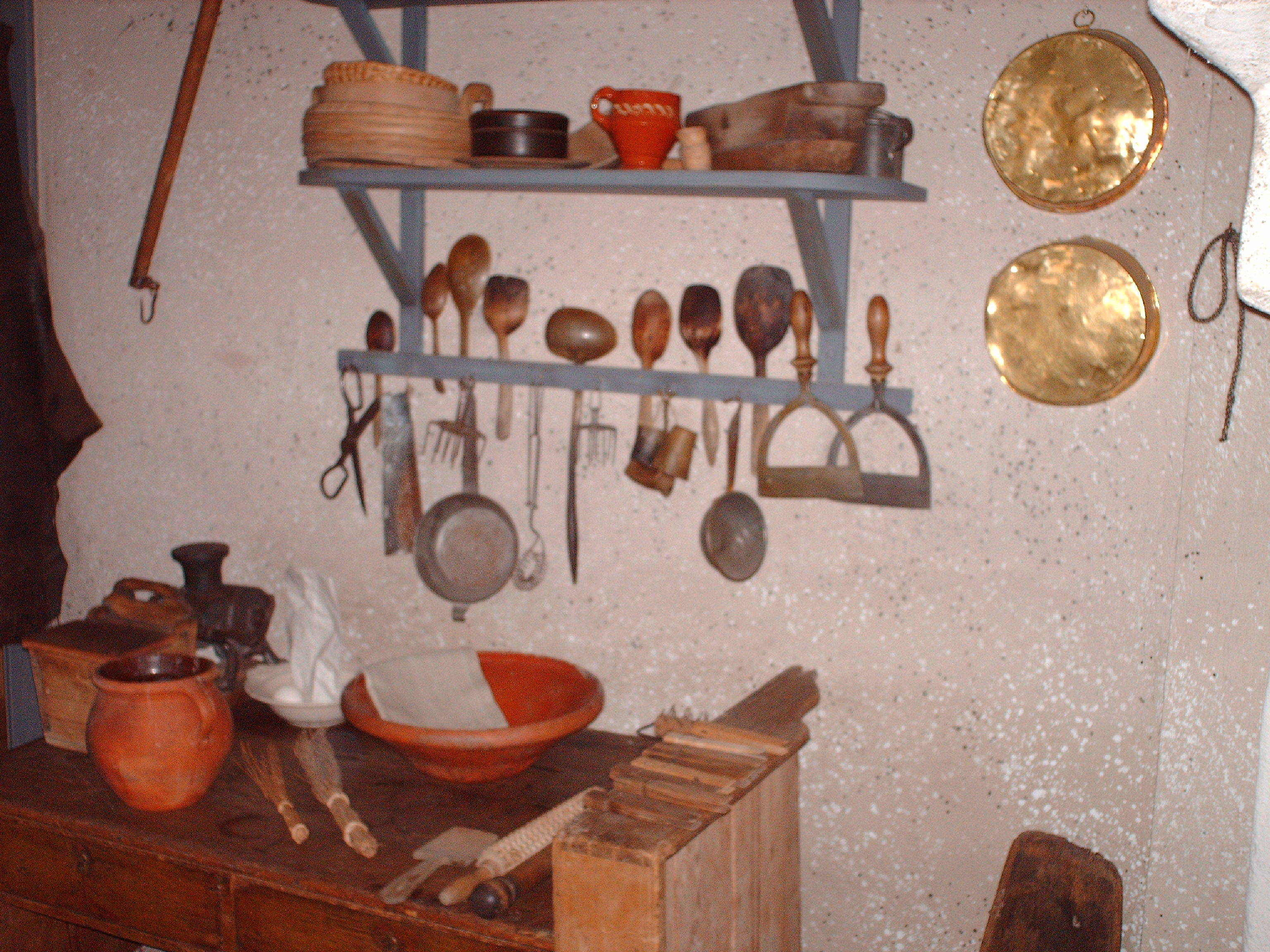
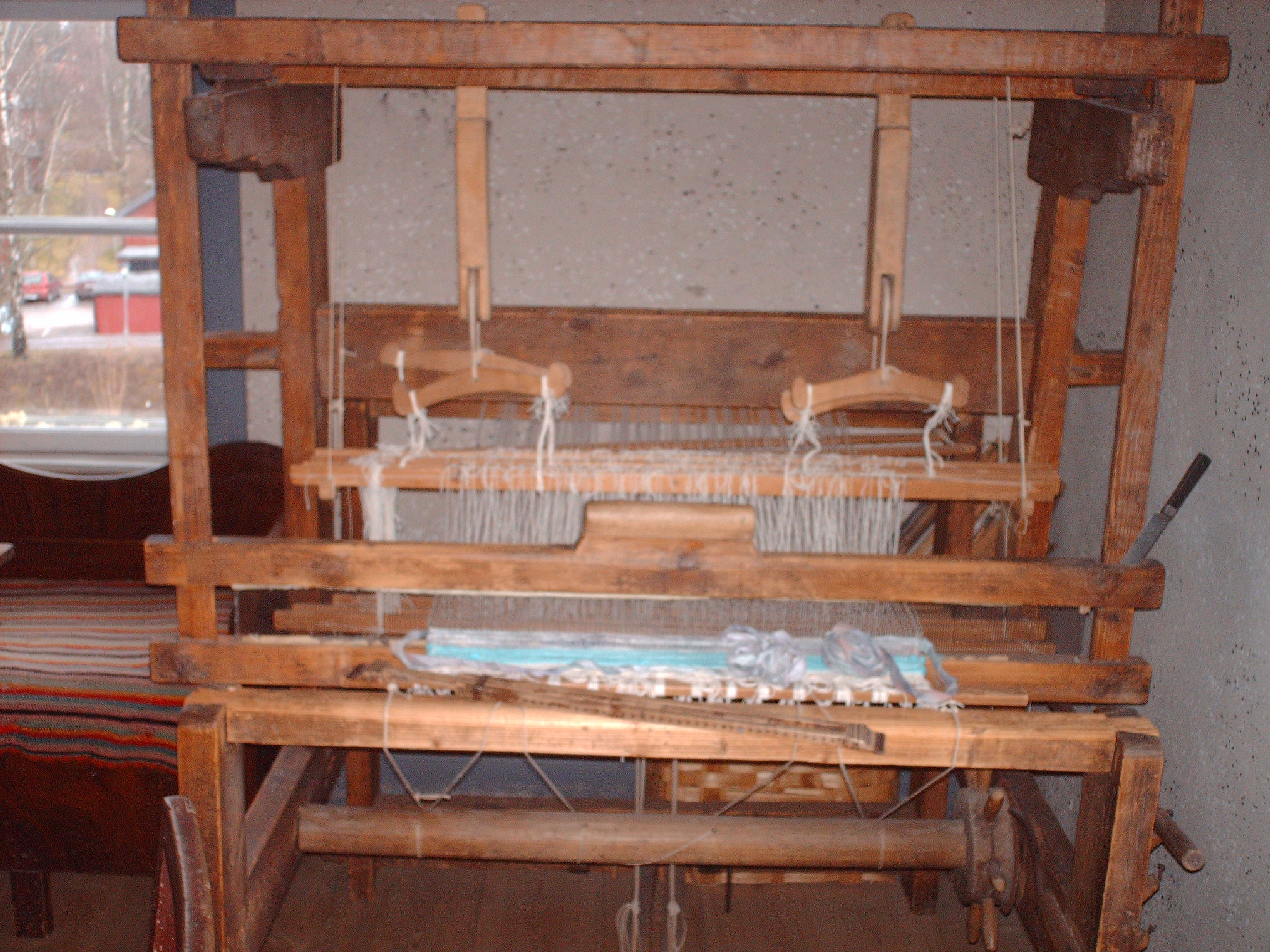
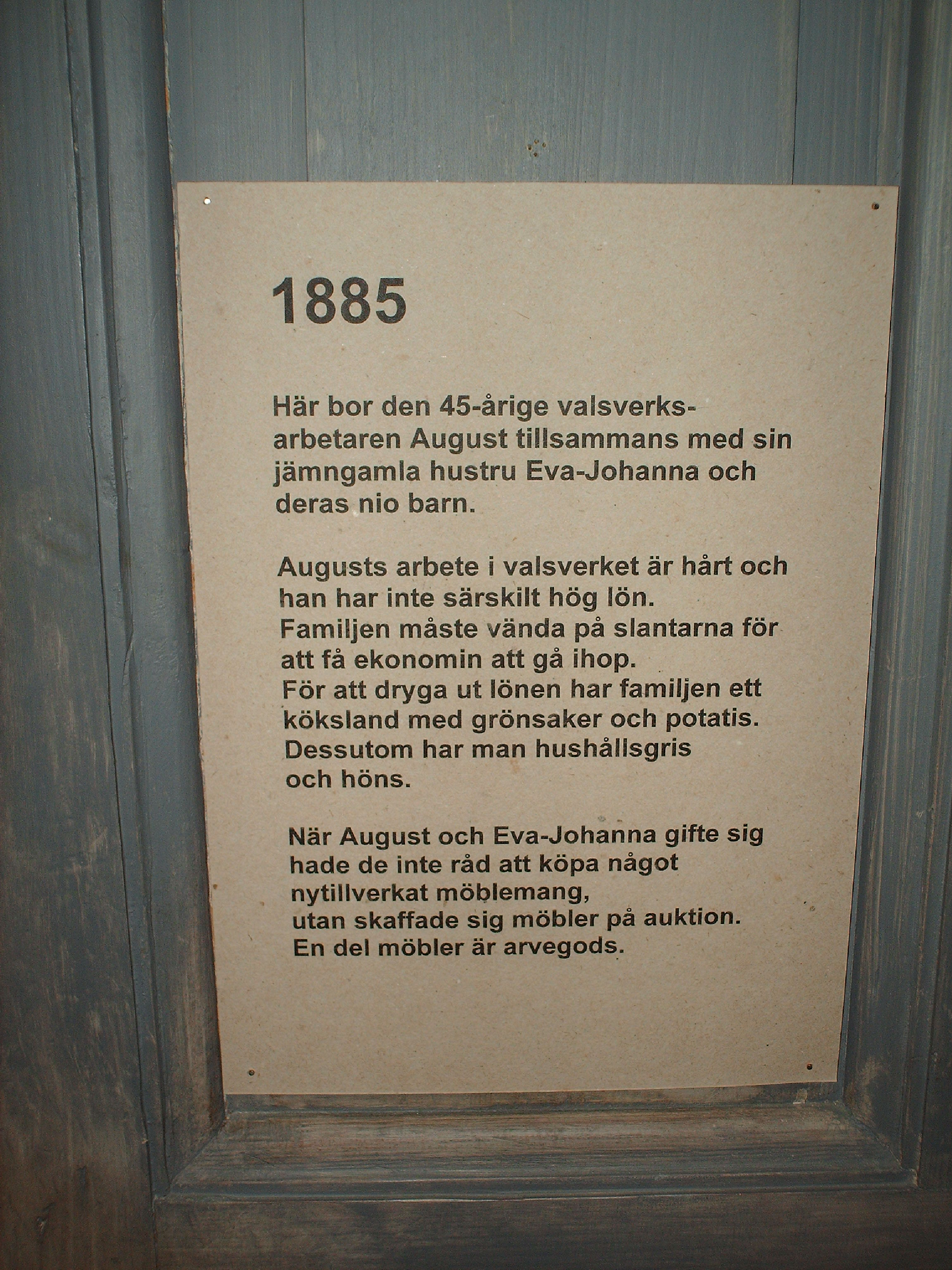